# کنریاکو
کنریاکو (به ژاپنی: 承元 Kenryaku) نام یک عصر تاریخی ژاپنی بود. این عصر بعد از جوگن (دوره کاماکورا) و قبل از کنپو (دوره) قرار داشت و از مارس ۲۰۱۱ تا دسامبر ۱۲۱۳ میلادی به طول انجامید. در طی این عصر امپراتور جونتوکو، امپراتور ژاپن بود.